# Yannick Agnel
Yannick Agnel (Nîmes, 9 giugno 1992) è un ex nuotatore francese, specializzato nei 200 e 400 stile libero, di cui è detentore di entrambi i primati nazionali sia in vasca da 25 che da 50 metri.

## Carriera
Sin dalle vittorie continentali juniores del 2009, ancora diciassettenne, viene appuntato in patria come l'astro nascente del mezzofondo a stile libero. Agnel si migliora già l'anno successivo, ed ai Campionati europei giovanili di nuoto 2010 di Helsinki non solo si conferma campione dei 200 e 400 stile libero, ma vi aggiunge il titolo dei 100 e della staffetta 4x200 nel medesimo stile.
Il suo debutto internazionale nella categoria senior avviene poche settimane dopo, durante i Campionati europei di nuoto 2010 a Budapest, in Ungheria: il francese non tradisce le attese e conquista l'oro nei 400 stile libero in 3'46"17 davanti al tedesco Paul Biedermann, allora campione del mondo dei 200 e dei 400 stile e detentore del record del mondo. Arricchisce il suo bottino in questa occasione con l'argento nella 4x100 stile libero con Fabien Gilot, William Meynard ed Alain Bernard ed il bronzo nella 4x200 stile libero con Clément Lefert, Hanton Harrambouré e Jérémy Stravius.
I Mondiali di Shanghai sono la prima occasione di confronto con i paesi leader del nuoto mondiale: in questa occasione, anche a causa di alcuni problemi fisici, Agnel non riesce ad ottenere nessuna medaglia e si piazza quinto nei 200 stile libero e settimo nei 400 stile libero.
Durante i Giochi Olimpici di Londra 2012 vince 3 medaglie: il primo oro olimpico individuale della sua carriera nella gara prediletta, i 200 stile libero, davanti al cinese Sun Yang ed al coreano Park Tae-hwan che giungono al traguardo entrambi secondi ex aequo, successivamente un altro oro nella staffetta 4x100 stile libero insieme ad Amaury Leveaux, Fabien Gilot e Clément Lefert ed un argento nella staffetta 4x200 stile libero con i medesimi compagni della 4x100, tranne Grégory Mallet al posto di Gilot. Nella staffetta veloce ha contribuito in modo decisivo alla vittoria della squadra francese, nuotando l'ultima frazione nella quale, partito in seconda posizione, ha superato nei metri finali lo statunitense Ryan Lochte.
Nel novembre 2021 viene arrestato con l'accusa di violenza sessuale su minore e il mese successivo confessa il fatto.

## Palmarès
- Giochi olimpici

Londra 2012: oro nella 4x100m sl e nei 200m sl e argento nella 4x200m sl.
- Mondiali

Shanghai 2011: argento nella 4x200 sl.
Barcellona 2013: oro nei 200m sl e nella 4x100m sl.
- Mondiali in vasca corta

Dubai 2010: oro nella 4x100m sl e bronzo nella 4x200m sl.
- Europei:

Budapest 2010: oro nei 400m sl, argento nella 4x100m sl e bronzo nella 4x200m sl.
Berlino 2014: bronzo nei 200m sl.
- Europei in vasca corta:

Chartres 2012: oro nei 200m sl e nei 400m sl e bronzo nei 100m sl.
- Europei giovanili

Praga 2009: oro nei 200m sl, nei 400m sl e nella 4x200m sl e argento nella 4x100m sl.
Helsinki 2010: oro nei 100m sl, nei 200m sl, nei 400m sl, nella 4x100m sl e nella 4x200m sl e argento nella 4x100m misti.

## Riconoscimenti
- LEN Award: 2012, 2013
- European Swimmer of the Year: 2012